# Il rosso è diventato giallo
Il rosso è diventato giallo (1969) è il secondo LP di Ivan Della Mea, pubblicato da I Dischi dello Zodiaco. È uno degli album più famosi della sua discografia. Il titolo dell'album fa riferimento alla rivoluzione culturale cinese assunta... da molti come un movimento di massa antiautoritario.

## Tracce
1. Venne maggio "Prologo di un anno"
2. Forza Giuan l'idea non è morta
3. Nostro amor la crescerà
4. Domani amore andremo
5. È un buon padrone un bravo italiano ma...
6. A questo punto il prezzo qual è
7. Perché mai parlarvi di pace
8. Il rosso è diventato giallo

## Giudizi critici
Luigi Manconi su Ombre rosse ne dà un giudizio parzialmente negativo, parlando di privato  che tende a prevalere e diventare intimismo, di abbandono dell'analisi e della critica marxista e suggestione di un discorso umanistico.